# Canal RCN
Canal RCN (también conocido como  RCN Televisión o RCN y acrónimo de Radio Cadena Nacional) es un canal de televisión abierta colombiano, propiedad de la Organización Ardila Lülle. Fue fundada como empresa productora de contenido televisivo el 23 de marzo de 1967 e inició sus emisiones como canal independiente el 10 de julio de 1998.
Canal RCN es miembro de la Organización de Telecomunicaciones de Iberoamérica (OTI), del Consorcio de Canales Nacionales Privados y de Asomedios.

## Historia

### Como una programadora
RCN Televisión fue fundada en 1967 por parte de la cadena RCN Radio. En ese mismo año, RCN Televisión participó en la licitación de espacios de la programadora de televisión obteniendo una hora diaria, repartida entre la serie de comedia realizada en Colombia El hogar y la serie norteamericana Hechizada; y, en 1969, se estrenaron las primeras novelas de producción nacional Trampas de mentiras y Quiéreme mucho.
En 1978, RCN Televisión fue adquirida por la Organización Ardila Lülle y luego se reinaugura la programadora de televisión con varios espacios en el horario oficial de las programadoras. En 1979, RCN Televisión fue la primera programadora que transmitió un programa de televisión tanto en vivo como en color en Colombia.
En 1982, RCN Televisión inaugura su nueva y actual sede en las avenida de las Américas con avenida 68, después de estar en la avenida Caracas en una antigua bodega de gaseosas. En 1984, se empezaron a rodar los dramatizados empezando con la serie Cusumbo y luego el El Taita en 1984. En agosto de 1988, RCN Televisión entra a formar parte de la Organización de Televisión Iberoamericana (OTI). En 1989 tuvo un primer intento no exitoso de convertirse en un canal privado.
Durante la licitación que adjudicó los espacios de televisión entre 1992 y 1997, RCN Televisión se constituyó en una de las mayores concesionarias, operando en el Canal A. En 1993, RCN Televisión transmitió su primer especial internacional de música con la realización de M.G.Com. Televisión llamado Aruba y Jazz. Para ese mismo año se lanzó el programa tipo magazín que conduciría la virreina universal Paola Turbay: Hola Paola, convirtiéndose en su primer espacio en contacto con la audiencia colombiana. En 1994, RCN Televisión fue la programadora con mayor número de horas adjudicadas, obteniendo altos niveles de audiencia como las  telenovelas de Café, con aroma de mujer, La potra Zaina, Eternamente Manuela, Guajira, Hombres y Las Juanas, entre otras. En 1995, antes de convertirse en canal privado, la programadora RCN Televisión producía el informativo matutino RCN 7:30, que se emitía en las mañanas de lunes a viernes a mediados de los años noventa, razón por la cual la programadora no transmitía noticias durante el resto del día. En la nueva ley de televisión de 1995, se permitió el montaje y operación de los dos canales nacionales privados. En virtud de esta ley, RCN Televisión participó en la licitación, saliendo favorecida con una adjudicación a uno de ellos. A partir de 1997 se dio inicio al montaje y puesta en marcha del Canal RCN.

### Como un canal privado

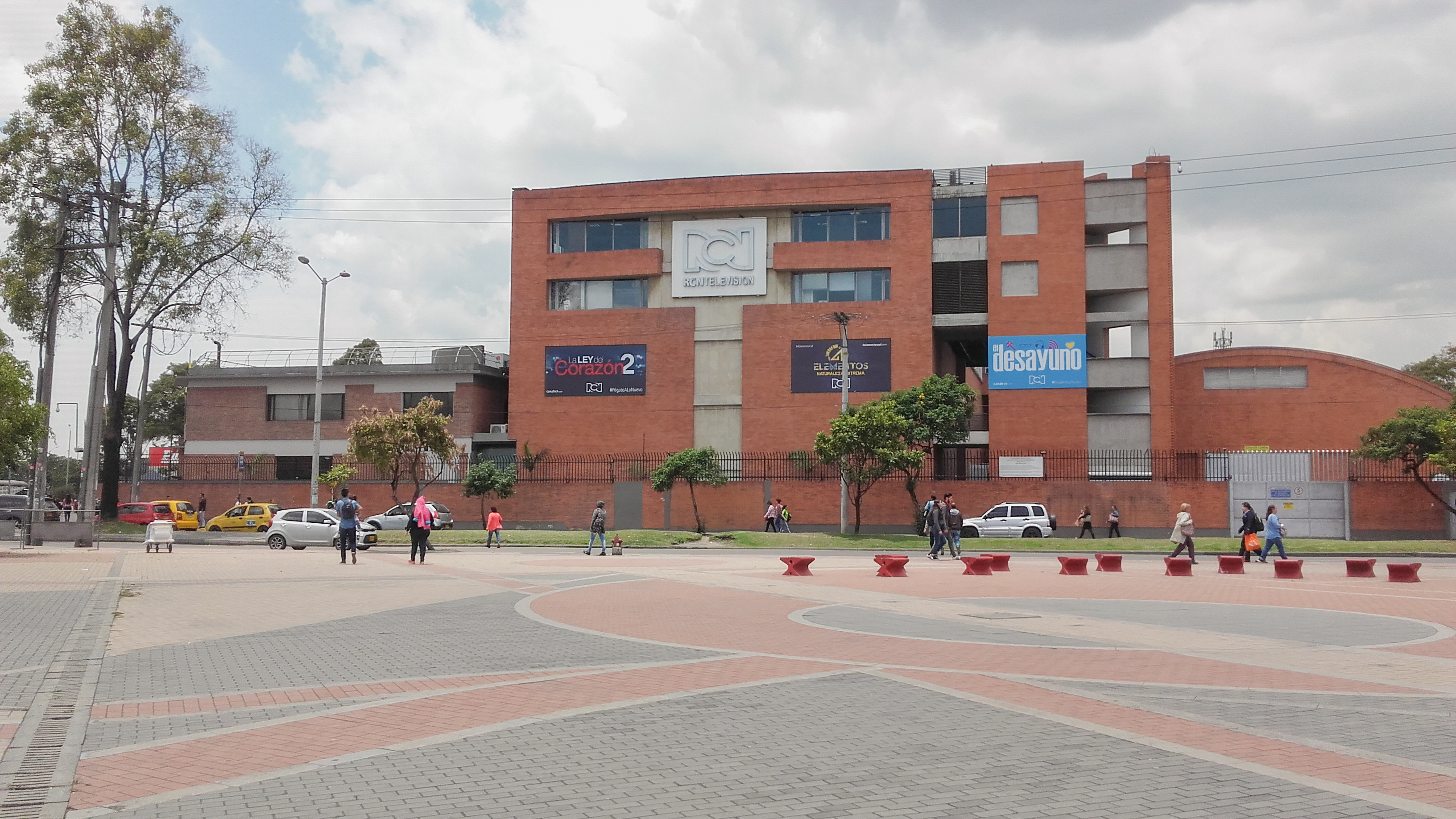
Sede central.

El 28 de mayo de 1998, el canal RCN inició su señal de pruebas con el programa La Noche presentado por Claudia Gurisatti y dirigido por Paulo Laserna Phillips. El 10 de julio de 1998, RCN sale al aire como señal independiente con unos resultados desastrosos frente a Caracol Televisión, situación que se estabilizó cuando Gabriel Reyes Copello tomó la presidencia del canal. Su primera emisión del canal, empezó a realizarse a las 3:00 p. m. con la película de comedia: Quiero ser grande. En esa misma fecha sale al aire Noticias RCN bajo el nombre de El día en RCN a las 7:00 p. m. con la presentación de Jorge Alfredo Vargas y María Elvira Arango.
En 2008 y al llegar a los 10 años de su funcionamiento como canal privado, la señal del Canal RCN llegó al 97 % de la geografía colombiana con la puesta en marcha de 13 estaciones que cubrían 24 municipios de Santander, Antioquia, Guaviare, Risaralda, Cundinamarca, Norte de Santander, Boyacá y el Estado Táchira en Venezuela. El 3 de noviembre de 2008 entró al aire su canal hermano llamado NTN24, un canal en el que se transmiten noticias las 24 horas del día, con espacios de opinión, análisis, economía, deportes, entretenimiento y temas especializados bajo la dirección de Claudia Gurisatti. Desde el 5 de agosto de 2009, se anunció la creación de RCN Telenovelas, un canal de novelas de RCN Televisión a través de la red de televisión por suscripción. Este es el competidor directo de Novelas Caracol de la empresa Caracol Televisión.
A partir de enero de 2011 y con la llegada de la TDT, RCN Televisión comenzó sus emisiones en HD. El 30 de abril de 2014, RCN Televisión decidió suspender su señal HD transmitida por los principales operadores de televisión paga en Colombia. El 16 de julio de 2015, 21st Century Fox anunció que había vendido su participación en MundoFox a RCN Televisión, dando la plena propiedad. El presidente de MundoFox, Herman López afirmó que la compañía estaba orgullosa de haber comenzado MundoFox con RCN Televisión y confía en que se darán cuenta de todo el potencial de la señal. El 28 de julio de 2015, MundoFox comenzó a introducir progresivamente una nueva identidad como MundoMax. El cambio de marca se completó oficialmente el 13 de agosto de ese mismo año, coincidiendo con el tercer aniversario del lanzamiento de la señal. Además, RCN Televisión anunció que había cancelado las emisiones de noticias de la cadena. El 31 de julio de 2015, el presidente de RCN Televisión, Gabriel Reyes Copello declaró con respecto a la decisión que "aunque hemos cancelado Noticias MundoFox, RCN Televisión continúa su dedicación a llevar la cobertura de noticias de calidad a la comunidad hispana de Estados Unidos, de una forma vibrante y dinámica". RCN Televisión esperó convertir a MundoMax, en la cadena hispana más importante de los Estados Unidos, en un corto tiempo. En 2016, la señal de MundoMax fue cerrada, debido a bajos niveles de índice de audiencia y confiabilidad. En mayo del mismo año, a dos años del retiro de su señal HD de los operadores de televisión por suscripción en Colombia, la señal se unifica y se emite en SD y HD con relación de aspecto 16:9. En noviembre del mismo año, RCN Televisión compró el diario La República, el primer medio de comunicación especializado en noticias económicas y empresariales del país, que además posee un canal multimedia de televisión. El 30 de marzo del mismo año, a tres años de su retiro de la señal HD en varios cableoperadores, la cadena volvió a reactivarla tras un fallo del Tribunal Supremo de Bogotá, dependiendo de la cobertura del país. En enero de 2018, se dio a conocer por varios medios que el canal estaría contemplando a no renovar su licencia de señal abierta por un valor de USD 100 millones y en su lugar hacer una inversión para crear un paquete de canales pago a través de plataformas en línea o por suscripción. Ese hecho también se habría dado a conocer para Caracol Televisión, sin embargo esas afirmaciones fueron desmentidas, y en abril de ese mismo año tanto RCN Televisión como Caracol Televisión renovaron sus licencias ante la Autoridad Nacional de Televisión. En septiembre de 2019, el canal cambió su nombre a Canal RCN.
El 20 de junio de 2023, Canal RCN y Noticias RCN, realizaron un cambio en la graficación, logotipo, colores, tipografía y eslogan debido a la conmemoración de los 25 años de transmitirse como canal privado y para coincidir con el nuevo eslogan de "Encontrémonos" , y suprimiendo nuevamente el eslogan clásico  de "Nuestra Tele".

## Programación
Canal RCN es un canal generalista y emiten telenovelas, series y miniseries nacionales y extranjeras, realities, concursos, documentales, películas, informativos y programas de variedades.

### Telenovelas y series
Canal RCN ha producido muchas producciones de mayor éxito que han sido vendidas alrededor de todo el mundo, como: Yo soy Betty la fea, Café con aroma de mujer, La viuda de la mafia, Tres Milagros, El último matrimonio feliz, Chepe Fortuna, La Pola, A mano limpia, Novia para dos, La potra Zaina, María, Francisco el Matemático, Los Reyes, Hasta que la plata nos separe y Amor sincero, entre otras producciones.

### Transmisiones deportivas
Canal RCN tiene los derechos de transmisión de los encuentros de la Selección Colombia, que lo realiza bajo el nombre de Fútbol RCN. Además, posee los derechos de transmisión de los torneos de la FIFA para Colombia, como la Copa Mundial de Fútbol, la Copa América, las Eliminatorias Suramericanas, las carreras de ciclismo y los Juegos Olímpicos bajo el nombre de Deportes RCN.
Anteriormente desde 2004 hasta 2019, se transmitieron los partidos del Futbol Colombiano.
Canal RCN transmite las tres grandes vueltas del ciclismo.

### Informativos
Las noticias de Colombia y el mundo son presentadas en Canal RCN por Noticias RCN desde 1995, con varias ediciones diarias, cuatro ediciones de lunes a viernes y dos ediciones los sábados, domingos y festivos. Anteriormente los informativos llevaron la marca de RCN 7:30 (1995-1998) y RCN Al Día (1998) de enero a julio (como programadora), antes de su denominación actual (como canal privado).

### Programación especial
Algunos programas especiales que son transmitidos por Canal RCN de forma anual o cada cierto tiempo, son los debates presidenciales que lo realiza a través de Colombia Elige, elecciones generales de cargos públicos, eventos especiales, cadenas nacionales del Presidente de la República y además el espacio benéfico Teletón y la caminata de la Solidaridad por Colombia habitualmente en el último domingo de agosto de cada año, junto a otros canales de la televisión colombianos. Otra festividad que se cubre anualmente es la emisión del espectáculo pirotécnico y musicales de Navidad y de año nuevo que lo emite a través de La gran fiesta de los hogares colombianos desde el 31 de diciembre de 2017.[cita requerida]
Canal RCN en su momento trasmitía el Concurso Nacional de Belleza desde las ediciones de 1980 hasta 2018. También transmitió en su momento el Festival de la OTI (como programadora).[cita requerida]

## Audiencia
Desde que se le otorgó la licencia en 1997 como canal privado y que comenzó a transmitir en 1998, Canal RCN ha sido el canal más visto del año en Colombia siete veces: 2000, 2001, 2006, 2007, 2010, 2011 y 2015.

### Producciones más vistas
Los 10 programas del canal con mayores cifras de índice de audiencia desde 1998 han sido:
| N.º | Producción                    | Género              | Año         | Audiencia Hogares    | Audiencia Personas |
| --- | ----------------------------- | ------------------- | ----------- | -------------------- | ------------------ |
| 1   | A corazón abierto             | Serie de televisión | 2010        | 43,1[cita requerida] | 18,9               |
| 2   | Protagonistas de nuestra tele | Reality             | 2010        | 41,1                 | 17,6               |
| 3   | Yo soy Betty, la fea          | Telenovela          | 1999-2001   | 41,0                 | 17,4               |
| 4   | Amor sincero                  | Telenovela          | 2010        | 38,6                 | 16,9               |
| 5   | A corazón abierto             | Serie de televisión | 2010        | 39.4[cita requerida] | 16,3               |
| 6   | Chepe Fortuna                 | Telenovela          | 2011        | 38,7                 | 16,3               |
| 7   | La Pola                       | Telenovela          | 2010 - 2011 | 38,2                 | 15,6               |
| 8   | El Joe, la leyenda            | Telenovela          | 2010 - 2011 | 36,2                 | 15,1               |
| 9   | El man es Germán 1            | Serie de televisión | 2011        | 35,2                 | 15,0               |
| 10  | Rosario Tijeras               | Serie de televisión | 2010 - 2011 | 35,2                 | 14,6               |

El programa más visto de Canal RCN desde 1998 en hogares es A corazón abierto la cual promedio más de 40 puntos en hogares, aunque la mayor cifra obtenida en Canal RCN en hogares desde que es un canal privado es Yo soy Betty, la fea con 54.7 de cuota de pantalla en hogares.

## Presidentes
- Samuel Duque Rozo (1986 - 1997)
- Ricardo Londoño Londoño (1997 - 1998)
- Gabriel Reyes Copello (1998 - 2017)
- José Roberto Arango (2017 - 2018)
- Paulo Laserna Phillips (2018 - 2019)
- José Antonio de Brigard (desde 2019)